# Les Sept Jours de janvier
Pour plus de détails, voir Fiche technique et Distribution.
Les Sept Jours de janvier ou Sept Jours en janvier (Siete días de enero) est un film espagnol réalisé par Juan Antonio Bardem et sorti en 1979.
Le film est inspiré de faits réels, le massacre d'Atocha de 1977.

## Synopsis
Le film se situe en Espagne après la mort de Franco (1892-1975), alors que des nostalgiques du fascisme franquiste montent un attentat.

## Fiche technique
- Titre original : Siete días de enero
- Titre sortie DVD : Coup de poing
- Réalisation : Juan Antonio Bardem
- Scénario : Gregorio Morán, Juan Antonio Bardem
- Photographie : Leopoldo Villaseñor
- Musique : Nicolas Peyrac
- Montage : Guillermo S. Maldonado
- Durée : 124 minutes
- Dates de sortie :
  - 28 mars 1979 : Madrid
  - 14 novembre 1979 : ( France)

## Distribution
- Manuel Ángel Egea : Luis María Hernando de Cabral
- Fernando Sánchez Polack : Sebastián Cifuentes
- Madeleine Robinson : Adelaïda
- Jacques François : Don Thomas
- Virginia Mataix : Pilar
- José Manuel Cervino : Antonio
- Manuel de Benito : Andrés

## Distinctions
- Le film remporte le prix d'or au Festival international du film de Moscou en 1979[1].